# Treviso Foot-Ball Club 1993 2008-2009
Questa pagina raccoglie i dati riguardanti il Treviso Football Club nelle competizioni ufficiali della stagione 2008-2009.

## Stagione
Il Treviso nella stagione 2008-2009 allenato da Luca Gotti ha partecipato al campionato di Serie B, si è classificato al ventiduesimo ed ultimo posto con 35 punti ed è stato retrocesso nella Lega Pro Prima Divisione, insieme al Rimini (dopo i Play-out persi contro l'Ancona), il Pisa e l'Avellino. La certezza della retrocessione è arrivata alla quart'ultima giornata, con la sconfitta interna (0-1) subita con il Vicenza. Nella Coppa Italia la squadra della Marca è stata eliminata al secondo turno nella gara disputata in casa contro il Benevento, in seguito alla sconfitta ai calci di rigore (7-6), dopo che i tempi regolamentari erano terminati sul (2-2). Al termine della stagione, il Treviso non si è potuto iscrivere nemmeno al nuovo campionato di Prima Divisione e dopo il fallimento, la squadra bianco azzurra ha dovuto ripartire dai dilettanti. Con la nuova Associazione Sportiva Dilettantistica Treviso 2009, è costretto a ripartire dal campionato 2009-2010 di Eccellenza.

## Organigramma societario
Area direttiva
- Amministratore Unico: Ettore Setten
- Direttore Sportivo: Giuseppe Cannella
- Segretario Generale: Bruno Dall'Anese
- Team Manager: Antonio De Santis
- Responsabile Area Tecnica: Salvatore Di Somma

Area amministrazione e comunicazione
- Amministrazione: Laura Zorzi, Alessandro Cipriani, Barbara Padovan
- Segreteria: Silvia Lizzi
- Delegato Stadio: Claudio Pilon
- Ufficio Stampa: Marco Lucchese e Alessandro Cavagnero
- Marketing: Cristina Faido e Marco Lucchese

Staff tecnico
- Allenatore: Luca Gotti
- Allenatore in seconda: Daniele Pasa
- Collaboratore tecnico: Vanni Berlese
- Preparatore dei portieri: Paolo De Toffol
- Preparatore atletico: Stefano Gallini e Diego Mazzocato

Staff medico
- Medico sociale: Dino Munarolo, Patrizio Sarto, Giorgio Girardi
- Fisioterapisti: Francesco Mestriner, Alex Visentin

## Rosa
Rosa tratta dal sito ufficiale.
| N. |                      | Ruolo | Calciatore               |
| -- | -------------------- | ----- | ------------------------ |
| 1  | Italia (bandiera)    | P     | Jeferson Leonardo Trazzi |
| 2  | Italia (bandiera)    | D     | Luca Mezzano             |
| 3  | Italia (bandiera)    | D     | Alessandro Dal Canto     |
| 5  | Italia (bandiera)    | C     | Massimiliano Scaglia     |
| 6  | Italia (bandiera)    | D     | Giuseppe Scurto          |
| 7  | Italia (bandiera)    | C     | Ivano Trotta             |
| 7  | Italia (bandiera)    | C     | Simone Palermo           |
| 7  | Argentina (bandiera) | C     | Alejandro Frezzotti      |
| 8  | Italia (bandiera)    | C     | Roberto D'Aversa         |
| 8  | Brasile (bandiera)   | A     | Bruno Leonardo Vicente   |
| 9  | Italia (bandiera)    | A     | Luigi Beghetto           |
| 9  | Italia (bandiera)    | A     | Antonino Ragusa          |
| 10 | Uruguay (bandiera)   | C     | Gianni Guigou            |
| 11 | Serbia (bandiera)    | D     | Vlado Šmit               |
| 13 | Italia (bandiera)    | D     | Giovanni Martina         |
| 14 | Italia (bandiera)    | A     | Riccardo Musetti         |
| 15 | Italia (bandiera)    | D     | Leonardo Bonucci         |
| 15 | Slovenia (bandiera)  | A     | Lamin Diallo             |
| 16 | Italia (bandiera)    | C     | Alessandro Moro          |
| 17 | Italia (bandiera)    | C     | Alfonso Camorani         |
| 17 | Italia (bandiera)    | A     | Gianmarco Zigoni         |
| 18 | Italia (bandiera)    | D     | William Pianu            |
| 19 | Camerun (bandiera)   | C     | Divine Fonjock           |
| 20 | Italia (bandiera)    | P     | Alberto Frison           |

| N. |                      | Ruolo | Calciatore            |
| -- | -------------------- | ----- | --------------------- |
| 20 | Italia (bandiera)    | C     | Nicolò Faccinetto     |
| 21 | Italia (bandiera)    | C     | Daniele Quadrini      |
| 22 | Italia (bandiera)    | C     | Marco Cristini        |
| 23 | Italia (bandiera)    | C     | Daniele Pedrelli      |
| 24 | Italia (bandiera)    | D     | Marco Martin          |
| 25 | Brasile (bandiera)   | A     | Wilker                |
| 26 | Italia (bandiera)    | A     | Sergio Ercolano       |
| 27 | Brasile (bandiera)   | A     | Vanderson Scardovelli |
| 28 | Italia (bandiera)    | A     | Davide Carcuro        |
| 30 | Italia (bandiera)    | C     | Riccardo Gissi        |
| 31 | Italia (bandiera)    | D     | Marco Zaninelli       |
| 32 | Italia (bandiera)    | C     | Fabrizio Mineo        |
| 55 | Camerun (bandiera)   | C     | Daniel Maa Boumsong   |
| 57 | Italia (bandiera)    | P     | Rocco Pellegrino      |
| 70 | Italia (bandiera)    | C     | Simone Missiroli      |
| 71 | Italia (bandiera)    | P     | Alex Cordaz           |
| 74 | Italia (bandiera)    | P     | Matteo Guardalben     |
| 77 | Italia (bandiera)    | D     | Dario Baccin          |
| 83 | Argentina (bandiera) | C     | Fernando Cafasso      |
| 85 | Italia (bandiera)    | D     | Alberto Galuppo       |
| 87 | Italia (bandiera)    | C     | Luca Tedeschi         |
| 88 | Italia (bandiera)    | A     | Salvatore Foti        |
| 99 | Italia (bandiera)    | A     | Federico Piovaccari   |

La FIGC sciolse la squadra a fine stagione.

## Risultati

### Campionato

#### Girone di andata
| Arbitro: | Tozzi (Ostia Lido) |

|                          |           |                        |
| A. Moro 37’ Beghetto 64’ | Marcatori | 45’ Nassi 99’ Olivieri |

| Brescia 7 settembre 2008, ore 18:45 2ª giornata | Brescia              | 0 – 0 | Treviso | Stadio Mario Rigamonti\| Arbitro: \| Cavarretta (Trapani) \| |
| Arbitro:                                        | Cavarretta (Trapani) |       |         |                                                              |

| Arbitro: | Scoditti (Bologna) |

|              |           |  |
| Quadrini 50’ | Marcatori |  |

| Arbitro: | Giannoccaro (Lecce) |

|         |           |  |
| Eder 5’ | Marcatori |  |

| Arbitro: | Peruzzo (Schio) |

|  |           |                |
|  | Marcatori | 40’ Meggiorini |

| Arbitro: | Baracani (Firenze) |

|                   |           |             |
| Pinardi 8’ (rig.) | Marcatori | 27’ Scaglia |

| Arbitro: | N. Stefanini (Prato) |

|                        |           |  |
| Noselli 22’ Poli 90+2’ | Marcatori |  |

| Arbitro: | Morganti (Ascoli Piceno) |

|                         |           |                                     |
| D'Aversa 1’ Bonucci 32’ | Marcatori | 16’ (rig.), 64’ (rig.) C. Lucarelli |

| Arbitro: | Calvarese (Teramo) |

|                                  |           |              |
| G. Greco 58’ M. Gasparetto 90+4’ | Marcatori | 76’ Beghetto |

| Arbitro: | Candussio (Cervignano del Friuli) |

|                                         |           |                               |
| Iorio 15’ (aut.) Scurto 70’ Scaglia 75’ | Marcatori | 37’ E. Ferraro 60’ Nainggolan |

| Arbitro: | C. Russo (Nola) |

|                                                     |           |             |
| Sforzini 10’ Garofalo 22’ Cordova 25’ Pichlmann 75’ | Marcatori | 18’ Musetti |

| Arbitro: | Baracani (Firenze) |

|               |           |          |
| Zaninelli 30’ | Marcatori | 3’ Laner |

| Arbitro: | Pinzani (Empoli) |

|                              |           |                          |
| Piovaccari 11’ Missiroli 72’ | Marcatori | 2’ Di Napoli 35’ Ciarcià |

| Livorno 15 novembre 2008, ore 16:00 14ª giornata | Livorno             | 0 – 0 | Treviso | Stadio Armando Picchi\| Arbitro: \| Giannoccaro (Lecce) \| |
| Arbitro:                                         | Giannoccaro (Lecce) |       |         |                                                            |

| Arbitro: | Damato (Barletta) |

|                  |           |  |
| Scaglia 33’, 48’ | Marcatori |  |

| Trieste 1º dicembre 2008, ore 20:45 16ª giornata | Triestina          | 0 – 0 | Treviso | Stadio Nereo Rocco\| Arbitro: \| Scoditti (Bologna) \| |
| Arbitro:                                         | Scoditti (Bologna) |       |         |                                                        |

| Treviso 6 dicembre 2008, ore 16:00 17ª giornata | Treviso          | 0 – 0 | Mantova | Stadio Omobono Tenni\| Arbitro: \| Pinzani (Empoli) \| |
| Arbitro:                                        | Pinzani (Empoli) |       |         |                                                        |

| Arbitro: | Velotto (Grosseto) |

|             |           |             |
| Sgrigna 24’ | Marcatori | 28’ Bonucci |

| Arbitro: | Baracani (Firenze) |

|                       |           |          |
| Musetti 2’ Guigou 72’ | Marcatori | 52’ Pepe |

| Arbitro: | Banti (Livorno) |

|           |           |  |
| Gaeta 87’ | Marcatori |  |

| Arbitro: | Saccani (Mantova) |

|  |           |                                     |
|  | Marcatori | 30’ (aut.) Pianu 85’ (aut.) Mezzano |

#### Girone di ritorno
| Arbitro: | Valeri (Roma) |

|               |           |            |
| Nassi 8’, 44’ | Marcatori | 33’ Zigoni |

| Arbitro: | N. Stefanini (Prato) |

|                                 |           |                       |
| Zigoni 1’ Gissi 70’ Musetti 84’ | Marcatori | 7’ Taddei 36’ Rispoli |

| Arbitro: | Ciampi (Roma) |

|                           |           |                         |
| Basha 54’ Ricchiuti 90+2’ | Marcatori | 1’ Pedrelli 45’ Fonjock |

| Arbitro: | Baracani (Firenze) |

|          |           |                         |
| Smit 47’ | Marcatori | 29’ Antonazzo 84’ Diogo |

| Arbitro: | Velotto (Grosseto) |

|                |           |           |
| De Gasperi 17’ | Marcatori | 6’ Baccin |

| Arbitro: | Banti (Livorno) |

|  |           |                    |
|  | Marcatori | 10’ (rig.) Pinardi |

| Arbitro: | Valeri (Roma) |

|                          |           |                                  |
| Pedrelli 20’ Cafasso 79’ | Marcatori | 5’ Poli 32’ Martinetti 45+1’ Rea |

| Parma 7 marzo 2009, ore 16:00 29ª giornata | Parma               | 0 – 0 | Treviso | Stadio Ennio Tardini\| Arbitro: \| Mazzoleni (Bergamo) \| |
| Arbitro:                                   | Mazzoleni (Bergamo) |       |         |                                                           |

| Arbitro: | Marelli (Como) |

|  |           |                         |
|  | Marcatori | 27’ Alvarez 68’ Viviani |

| Arbitro: | Cavarretta (Trapani) |

|                               |           |  |
| E. Ferraro 27’ T. Bianchi 67’ | Marcatori |  |

| Arbitro: | N. Stefanini (Prato) |

|          |           |  |
| Smit 48’ | Marcatori |  |

| Arbitro: | Scoditti (Bologna) |

|                         |           |  |
| Laner 80’ Ruopolo 90+2’ | Marcatori |  |

| Arbitro: | Bergonzi (Genova) |

|                            |           |                             |
| Scarpa 13’ Di Napoli 90+1’ | Marcatori | 9’ Foti 84’ (rig.) Quadrini |

| Arbitro: | Pierpaoli (Firenze) |

|  |           |                                             |
|  | Marcatori | 6’ E. Filippini 39’ Galante 71’, 83’ Tavano |

| Arbitro: | Valeri (Roma) |

|                      |           |                     |
| Corvia 5’ Flachi 79’ | Marcatori | 90’ (rig.) Quadrini |

| Arbitro: | Cavarretta (Trapani) |

|              |           |  |
| Quadrini 13’ | Marcatori |  |

| Arbitro: | Scoditti (Bologna) |

|                       |           |               |
| Godeas 7’, 58’, 90+4’ | Marcatori | 19’ Missiroli |

| Arbitro: | Giannoccaro (Lecce) |

|  |           |           |
|  | Marcatori | 83’ Botta |

| Arbitro: | Tozzi (Ostia Lido) |

|                  |           |  |
| Koman 54’ (rig.) | Marcatori |  |

| Arbitro: | Candussio (Cervignano del Friuli) |

|            |           |               |
| Musetti 4’ | Marcatori | 3’ Belingheri |

| Arbitro: | Tommasi (Bassano del Grappa) |

|                                           |           |             |
| Guberti 3’, 26’ Caputo 49’ P. Barreto 63’ | Marcatori | 14’ Musetti |

### Coppa Italia
| Arbitro: | Candussio (Cervignano del Friuli) |

|                                                                 |                      |                                                                             |
| Beghetto 11’ Šmit 73’                                           | Marcatori            | 14’, 81’ Evacuo                                                             |
| Scaglia Quadrini Fonjock Trotta Šmit Musetti Bonucci Moro Gissi | Tiri di rigore 6 – 7 | Palermo Gregori Ignoffo Statella Ferraro De Liguori Cinelli Castaldo Evacuo |